# Socialistiska rörelsen för integration
Socialistiska rörelsen för integration (albanska: Lëvizja Socialiste për Integrim, LSI) är ett politiskt parti i Albanien som grundades 2004. Från starten och fram till maj 2017 leddes partiet av Ilir Meta. Efter att Meta valts till president 2017 avgick han som partiledare och efterträddes av Petrit Vasili som efter parlamentsvalet i Albanien 2017 avgick och efterträddes av Monika Kryemadhi som partiledare. Den 25 juli 2022 efterträdde han Monika Kryemadhi som partiledare.
Inför parlamentsvalet i Albanien 2013 ingick partiet i allians med Albaniens socialistparti (PS) och bildade alliansen ASHE (Alliansen för ett europeiskt Albanien) som vann valet. Partiet hade fem ministerposter i regeringen Rama och partiledare Ilir Meta utsågs till Albaniens parlaments talman.

## Valresultat
Partiet har hittills deltagit i fyra val till Albaniens parlament. I partiets första val 2005 lyckades man få drygt åtta procent av rösterna vilket gav fem av parlamentets 140 mandat. I valet 2009 backade partiet rejält procentuellt men förlorade endast ett mandat. I parlamentsvalet i Albanien 2013 fick partiet drygt tio procent av rösterna och blev med god marginal tredje största parti efter socialistpartiet och demokratiska partiet. De ökade också mandatmässigt rejält från fyra till 16 mandat. Efter valet bildade man regering med socialistpartiet och fick fem ministerposter. I parlamentsvalet 2017 erhöll partiet 19 mandat och ökade procentuellt till drygt fjorton procent av rösterna.
I presidentvalet i Albanien 2017 utsågs dåvarande partiledare Ilir Meta till landets president. 
| År   | %      | Mandat    | Röster  | Regering   |
| ---- | ------ | --------- | ------- | ---------- |
| 2005 | 8,40%  | 5 av 140  | 114,798 | Koalition  |
| 2009 | 4,80%  | 4 av 140  | 73,678  | Koalition  |
| 2013 | 10,50% | 16 av 140 | 180,470 | Koalition  |
| 2017 | 14,27% | 19 av 140 | 224 967 | Opposition |
| 2021 | 6,81%  | 4 av 140  | 107 521 | Opposition |

## Partiledare
Partiet grundades 2004 av den tidigare premiärministern och Partia Socialiste-politikern Ilir Meta som en utbrytning från PS. Han var partiledare från partiets grundande fram till 30 april 2017 då han avgick efter att ha valts till Albaniens president den 28 april. Han efterträddes som partiledare av Petrit Vasili, en prominent figur inom partiet som hållit flera ministerposter för partiet. Vasili ledde endast partiet under två månader då han direkt efter valet 25 juni samma år avgick och efterträddes av Monika Kryemadhi. Kryemadhi är hustru till Ilir Meta.
| Nr | Namn             | Tillträdde       | Avgick        |
| -- | ---------------- | ---------------- | ------------- |
| 1  | Ilir Meta        | 6 september 2004 | 30 april 2017 |
| 2  | Petrit Vasili    | 30 april 2017    | 29 juni 2017  |
| 3  | Monika Kryemadhi | 29 juni 2017     | 25 juli 2023  |
| 4  | Ilir Meta        | 25 juli 2022     | nuvarande     |